# Cristòfol Gimeno Iglesias
Cristòfol Gimeno Iglesias   (Castellgalí, 18 de setembre de 1964) és un polític català, alcalde de Castellgalí i diputat al Parlament de Catalunya en la X legislatura.
Militant del PSC-PSOE, n'és president de la Federació del Bages i primer secretari a les d'Osona i Ripollès. A les eleccions municipals espanyoles de 1999 fou escollit per primer cop alcalde de Castellgalí, càrrec que ha revalidat a les eleccions municipals espanyoles de 2003, 2007, 2011, 2015, 2019 i 2023. De 2007 a 2009 fou elegit president del Consell Comarcal del Bages, i de 2009 a 2015 n'ha estat vicepresident primer i cap del Departament de l'Àrea d'Administració i Règim Interior.
El març de 2014 va substituir en el seu escó Jaume Collboni i Cuadrado, elegit diputat a les eleccions al Parlament de Catalunya de 2012 i que havia renunciat al seu escó. Tot i trobar-se imputat en el cas dels sobresous de Catalunya Caixa, va rebre l'aval de Pere Navarro, qui el va exculpar públicament. Ha estat portaveu del grup parlamentari socialista en la Comissió del Síndic de Greuges del Parlament de Catalunya.